# Rosella Hightower
Rosella Hightower (Durwood, 10 gennaio 1920 – Cannes, 4 novembre 2008) è stata una danzatrice statunitense di fama internazionale.

## Origini
Rosella Hightower nasce a Durwood, nella Contea di Carter (Oklahoma), figlia unica di Charles Edgar Hightower e di sua moglie Eula May Flanning. Di stirpe Choctaw, si trasferisce con la famiglia a Kansas City, Missouri perché il padre ottiene un incarico alla Missouri-Kansas-Texas Railroad. Hightower inizia la sua formazione di danzatrice a Kansas City con l'insegnante Dorothy Perkins.

## Carriera

### Gli inizi con Léonide Massine
Dopo l'esibizione del coreografo e danzatore russo Léonide Massine a Kansas City, nel 1937, con i Balletti russi di de Basil, Hightower è invitata da Massine stesso a unirsi alla nuova compagnia di balletto che si sta formando a Monte Carlo. Hightower si reca in Europa a proprie spese, ma qui giunta scopre che è stata invitata solo per un'audizione, e che Massine non ha preso impegni rispetto a un suo effettivo ingaggio. Tuttavia, ben presto la sua tenacia e la sua velocità di apprendimento convincono il coreografo ad accettarla nel Ballet Russe de Monte Carlo. Qui Hightower incontra André Eglevskij, suo futuro compagno in numerose compagnie. 

### A New York: il successo
Dopo lo scoppio della Seconda guerra mondiale, Hightower segue il Ballet Russe a New York, dove passa al Ballet Theater nel 1941.
Nel 1946 Hightower si trasferisce alla compagnia Original Ballet Russe di de Basil, e nel 1947 un'occasione inaspettata la porta alla notorietà. Quell'anno, all'apertura della stagione di balletto, la compagnia di de Basil ha in programma una rappresentazione di Giselle al Metropolitan Opera House. Alicia Markova ha il ruolo di protagonista, ma alla vigilia della prima cade ammalata. Scrive John Martin, critico di danza del New York Times: «La compagnia Original Ballet Russe non aveva in programma alcun novità per l'apertura della stagione... ma una grande novità c'è stata comunque: la prima, inattesa apparizione di Rosella Hightower nel ruolo di Giselle ». Hightower, chiamata a sostituire la Markova, ha imparato la parte di Giselle, da lei mai provata prima, in sole cinque ore sotto la guida di Anton Dolin. Martin lo definisce «un risultato assolutamente ammirevole, che ha suscitato l'ovazione del pubblico». Tre giorni dopo, nella recensione del Lago dei cigni, dopo aver assistito alle sue performance con Dolin ed Eglevskij, Martin definisce la Hightower «la nuova stella nell'orizzonte del balletto».

### A Monte Carlo
Nel 1947 Rosella Hightower accetta l'invito del Marchese George de Cuevas a unirsi alla sua nuova compagnia, variamente chiamata Grand Ballet de Monte Carlo o Grand Ballet du Marquis de Cuevas, ma nota come Ballet de Cuevas. La presenza della coreografa Bronislava Nižinskaja gioca un ruolo essenziale nella sua decisione. Nižinskaja creerà apposta per lei la coreografia Rondò Capriccioso. 
Grazie all'attività nel Ballet de Cuevas, che durerà quindici anni, Hightower è la prima danzatrice statunitense a guadagnarsi un ruolo d'élite sulla scena europea . È la regina incontestata della compagnia, e malgrado una vita itinerante e un lavoro fisico sovrumano non smette mai di appassionarsi per tutto ciò che la circonda, e di imparare da ogni occasione.

A partire dal 1949 e fino al 1962, su invito di François André, Rosella Hightower si esibisce ogni estate con la sua compagnia al Casino di Deauville in otto gala coreografici.  Oltre al repertorio classico, Hightower danza Piège de Lumière di John Taras, coreografo e maestro di balletto, in cui interpreta il ruolo di una farfalla in una foresta tropicale che incanta un gruppo di prigionieri evasi da un carcere.

### Ritiro dalle scene e insegnamento
La compagnia del Marchese de Cuevas si scioglie dopo la morte del fondatore nel 1961 e Hightower si ritira quasi completamente dalle scene, con l'eccezione di una serie di performance nel 1962 in cui collabora con Sonja Arova, Erik Bruhn e Rudol'f Nureev. 
Nel 1961 fonda il Centre de Danse  International Rosella Hightower vicino a casa sua, che diventa presto una delle maggiori scuole di balletto europee. In seguito dirige diverse compagnie importanti, come il Ballet de Marseilles negli anni 1969–72, il Ballet du Grand Théâtre de Nancy nel 1973–74, il Ballet de l'Opéra de Paris dal 1980 al 1983 e il Balletto della Scala di Milano nel 1985–86. 

## Morte e famiglia
Muore nella sua villa Piège de Lumière a Cannes il 4 novembre 2008, all'età di 88 anni dopo un lungo periodo di malattia
Hightower è stata sposata nel 1938 per breve tempo con il danzatore Mischa Resnikov. Ha sposato nel 1952 in seconde nozze Jean Robier, artista pittore e costumista  francese, da cui ha avuto una figlia, la danzatrice, coreografa e insegnante di danza contemporanea Dominique Monet Robier, nata a Kansas City il 18 febbraio 1955, deceduta a causa di una malattia il 6 dicembre 2020.

## Riconoscimenti
Rosella Hightower è stata nominata Ufficiale nell'Ordre National du Mérite e ha ricevuto il titolo di Commendatrice della Legion d'onore il 24 gennaio 2005. 

A Tulsa, Oklahoma, una grande statua di bronzo intitolata The Five Moons situata nel giardino della Tulsa Historical Society è dedicata a lei e ad altre quattro danzatrici native americane (Yvonne Chouteau, Moscelyne Larkin, Maria Tallchief e Marjorie Tallchief).